# Akademisk kunst
Akademisk kunst er den stil i maleri og skulptur i 1700 og 1800-tallet, som blev praktiseret ved  europæiske akademier og universiteter. Akademisk kunst blev påvirket af standarden ved det franske Académie des Beaux-Arts udviklet under  nyklassicismen og romantismen. Kunstnere som William Bouguereau, Thomas Couture og Alexandre Cabanel søgte at kombinere de to stilarter og skabte en blandingsstil karakteriseret som "akademisme" eller "eklektisme". Den ligner historismen.
Karakteristisk for den akademiske kunst er en udpræget perfektionisme, fremstillingen af historiske eller mytologiske motiver og formidlingen af et moralsk budskab.
"Akademisk kunst" i videste forstand kan også betyde den til enhver tid rådende stil inden for akademier eller universiteter. I den betydning bliver enhver nyskabende retning, som bliver accepteret i akademiske og institutionelle miljøer, kaldt "akademisk".
| Kunst | Spire Denne artikel om kunst er en spire som bør udbygges. Du er velkommen til at hjælpe Wikipedia ved at udvide den. |